# Arma sônica

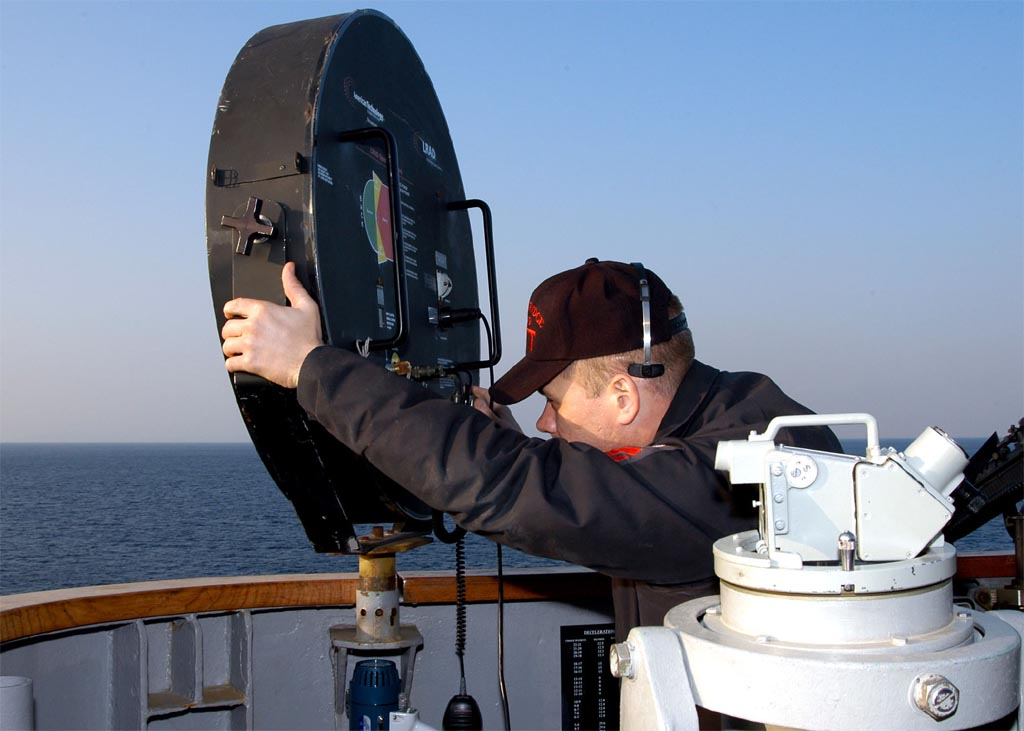
Um dispositivo acústico de longo alcance (DALC, em inglês LRAD) em uso no USS Blue Ridge - navio de guerra da marinha dos Estados Unidos

Armas sônicas e ultrassônicas (AUS , em inglês USW) são armas, de tipos diversos, que empregam ondas sonoras para ferir, incapacitar, ou mesmo matar qualquer ser vivo. Algumas armas sônicas estão atualmente em pesquisa e desenvolvimento pelos militares e forças policiais. Outras existem apenas no reino da ficção científica. Algumas dessas armas são descritas como balas sônicas, granadas sônicas, minas sônicas ou canhões sônicos. Algumas geram um raio dirigido de som ou de ultrassom; ainda há aquelas produzem um campo sonoro local.

## Som convencional

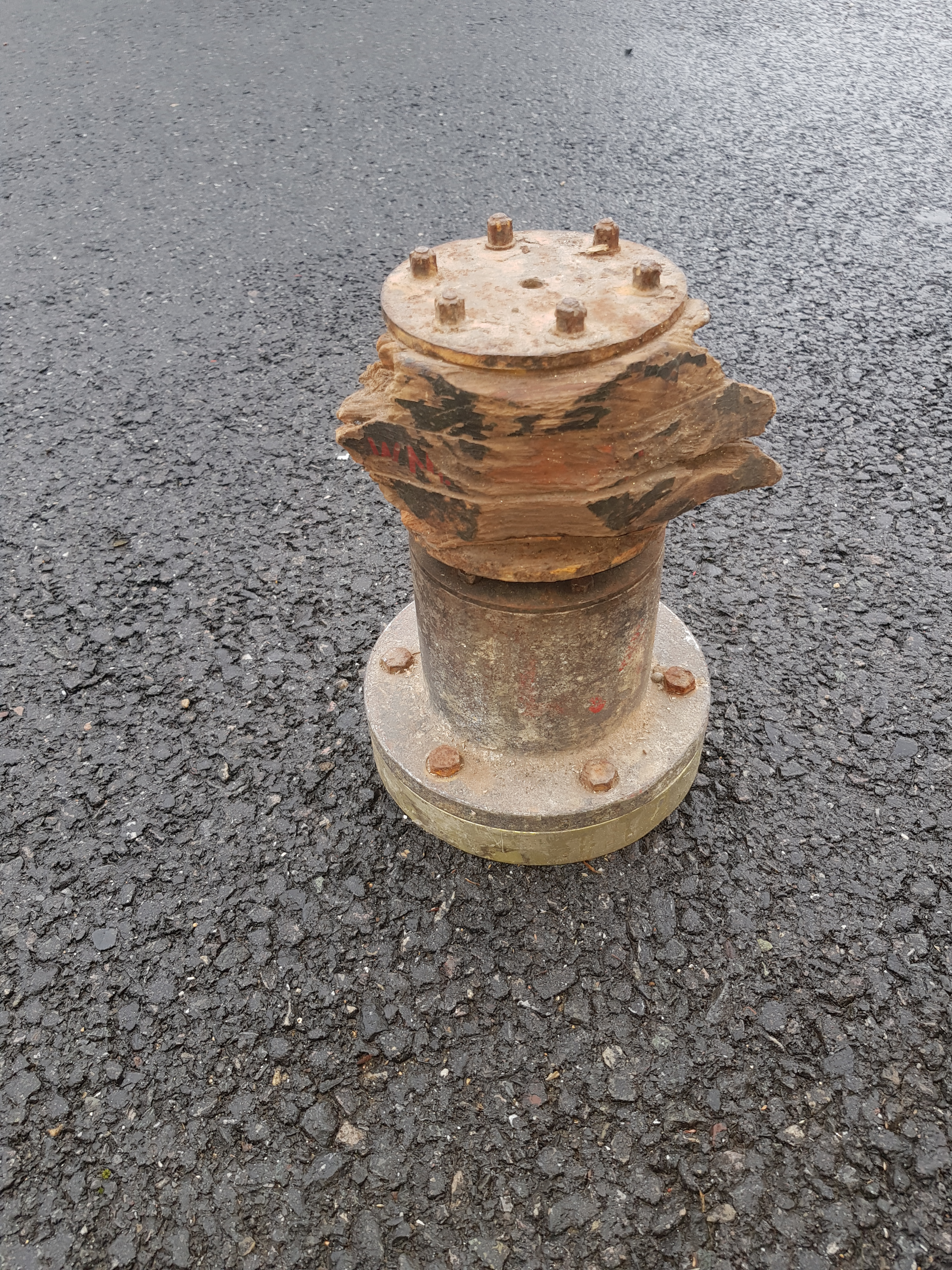
Restos da sirene de um bombardeiro de mergulho alemão Stuka da II Guerra Mundial cujo som servia como arma psicológica.

Gravações sonoras tem sido usadas como arma para confundir o inimigo durante uma batalha, como parte da guerra psicológica e também como um meio de tortura.. Música culturalmente inapropriada tem sido utilizada para desencorajar adolescentes de vadiarem em locais públicos. Por exemplo, a Metro Trains Melbourne, operadora da rede ferroviária suburbana da cidade de Melbourne, na Austrália, usa transmissões de música clássica nas estações para desencorajar travessuras.

## Uso e implantação
Ondas sonoras extremamente energizadas podem perturbar ou destruir os tímpanos de uma pessoa, causando desorientação e dores intensas; o que é suficiente para incapacitar alguém. Ondas menos potentes causam náuseas e desconforto em seres humanos. A utilização dessas frequências ,para incapacitar pessoas, tem sido aplicada tanto no contraterrorismo, quanto no controle de multidão.
A possibilidade de um dispositivo que causa vibração nos globos oculares - e, portanto, distorce a visão - foi, aparentemente, confirmado pelas pesquisas do engenheiro Vic Tandy, enquanto tenta desmitificar uma "assombração" em seu laboratório, em Coventry. Esse "fantasma" foi caracterizado por um sentimento de mal-estar e vislumbres vagos de uma aparição cinza. Uma investigação encontrou um novo exaustor 
instalado recentemente que, descoberto por Tandy, estava gerando infrassom de frequências de 18.9 Hz, 0.3 Hz e 9 Hz.
UM dispositivo acústico de longo alcance tem sido usado pela tripulação do navio de cruzeiro Seabourn Spirit, com a finalidade de deter os piratas que perseguem e atacam navios. Geralmente, esses dispositivos e outros de design similar tem sido usados para dispersar desordeiros e protestantes em esforços para controlar a multidão. Uma sistema similar é conhecido pelo nome "dispositivo magneto-acústico". Dispositivos sônicos móveis tem sido usado em algumas cidades inglesas, como Grimsby, para impedir adolescentes de vadiarem por shoppings. Tal equipamento funciona emitindo uma "explosão de altíssima frequência" (por volta de 19-20 kHz), que à pessoas com menos de 25 anos é desconfortável. Perda auditiva relaciona à idade, aparentemente, previne o som de frequência ultra-alta de causa um incômodo para pessoas no próximas ao trinta e mais senis.
Sons de alta-amplitude, de um determinado padrão, numa frequência próxima ao pico de sensibilidade do ouvido humano (2-3 kHz) é usado contra assaltantes.
Algumas tropas policiais tem usado canhões sônicos contra manifestantes. Como exemplo, tem-se o caso da cúpula do G20 em Pittsburgh.
Ao longo do ano de 2017, ao menos 21 representantes do Estados Unidos em Cuba relataram terem sido vítimas de ataques acústicos individuais na capital, Havana. No entanto, especialistas americanos ouvidos pela agência de notícias AP manifestaram desconfianças sobre os relatos: "Fisicamente, a conta não fecha (…) Nada disso tem explicação razoável."

## Pesquisa
Estudos tem mostrado que exposição à ondas ultrassônicas de alta intensidade, frequência entre 700 kHz a 3.6 MHz, são capazes de causar danos intestinais e pulmonares em ratos. Padrões de frequência cardíaca afetadas por estimulação vibroacústica tem resultado em consequência negativas sérias, como palpitação arterial e bradicardia.
O  American Institute of Ultrasound in Medicine (AIUM) declarou que não há provas sobre efeitos biológicos associados com raios de som desfocados com intensidades inferiores a 100 mW/cm² SPTA raios sônicos focados com o nível de intensidade inferior a 1 mW/cm² SPTA.
Distúrbios neurológicos induzidos por ruído, em humanos expostos continuamente a sons de baixa frequência por durações mais longas do que 15 minutos, estão envolvidos em alguns casos relacionados com o desenvolvimento de problemas, imediatos e de longo-prazo, que afetam o tecido cerebral. Os sintomas se assemelham aos encontrados em indivíduos que sofreram trauma craniano leve. Uma teoria, para um mecanismo causal, é de que a prolongada exposição ao som resultou uma tensão mecânica ao tecido cerebral suficiente para induzir uma encefalopatia.